# 吉祥寺 (さいたま市)
吉祥寺（きちじょうじ）は、埼玉県さいたま市緑区にある天台宗の寺院。山号は宝珠山。院号は十輪院。本尊は阿弥陀如来。山門は市内最古の寺院建築のひとつである。

## 歴史
この寺の創建年代については不詳であるが、寺伝によれば平安時代前期の天台宗の僧円仁（794年 - 864年）が829年に地蔵菩薩を安置して創建したとされ、その後中興されて阿弥陀如来を本尊とした。江戸時代には多くの末寺・門徒寺院を有し、江戸幕府から朱印状を与えられる天台宗の中心的寺院のひとつであった。 1774年に山門と楼鐘以外が焼失したが、1775年から1810年にかけて現在の堂宇が再建された。1868年（慶応4年）彰義隊に擁立されて上野戦争に巻き込まれた北白川宮能久親王が一時身を寄せている。

## 文化財
- さいたま市指定有形文化財(建造物）
  - 山門 - 江戸時代初期（1660年頃）の建造で、市内最古の寺院建築の一つ[2]。